# Mary Celeste
Pour les articles homonymes, voir Marie Céleste.
La Mary Celeste (souvent appelée à tort Marie Celeste) est un brick-goélette américain découvert abandonné au large des Açores le 4 décembre 1872. Le navire, qui a quitté New York un mois plus tôt, a le gréement endommagé et la cale partiellement inondée mais est toujours en état de naviguer. Sa cargaison d'alcool dénaturé est quasiment intacte tout comme l'intérieur des cabines mais aucun membre de son équipage n'est retrouvé. Le mystère entourant la disparition des marins n'a jamais été résolu et la Mary Celeste reste l'un des exemples les plus connus de vaisseau fantôme.
Lancé au Canada sous le nom d'Amazon, en 1861, le navire est acheté par des armateurs américains en 1868. Il est renommé et navigue sans incident notable jusqu'en 1872. Découvert par le brick-goélette britannique Dei Gratia, la Mary Celeste est remorquée jusqu'à Gibraltar où le tribunal maritime étudie diverses explications, dont une tentative d'escroquerie, une mutinerie de l'équipage ou un acte de piraterie, sans parvenir à en prouver aucune. Après ces audiences, la Mary Celeste continue à naviguer avec de nouveaux propriétaires mais elle ne se sépare jamais de sa réputation de navire maudit. En 1885, son capitaine l'échoue volontairement sur un récif sur la côte d'Haïti lors d'une tentative de fraude à l'assurance.
L'absence de certitude encourage les spéculations et les rumeurs qui finissent par obscurcir la réalité des faits d'autant plus que le récit mythifié est popularisé par de nombreuses œuvres de fiction. De nombreuses théories ont été proposées pour expliquer la disparition de l'équipage, dont un acte criminel, la crainte d'une explosion de la cargaison, une trombe, l'attaque d'un calmar géant ou des interventions paranormales.

## Amazon

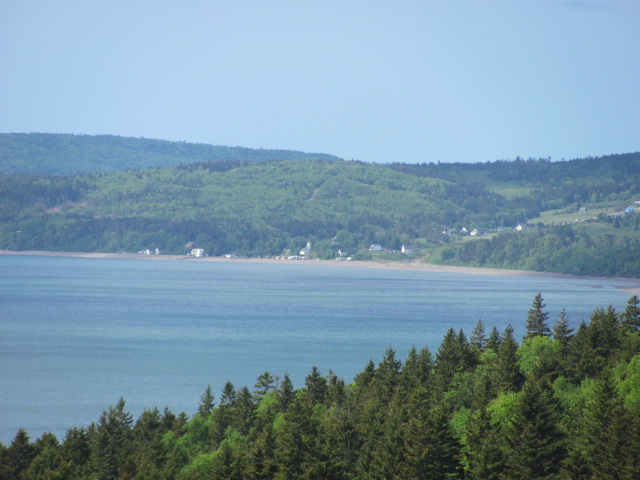
Spencer's Island en 2011.

La quille de la future Mary Celeste est posée à la fin de l'année 1860 dans le chantier naval de Joshua Dewis à Spencer's Island sur la côte de la baie de Fundy en Nouvelle-Écosse. Le vaisseau est construit avec du bois local sous la forme d'un brick-goélette (dit brigantine en Amérique du Nord) avec deux mâts et des bordages à franc-bord. Baptisé Amazon, le navire est lancé le 18 mai 1861 et enregistré à Parrsboro le 10 juin 1861. Les documents indiquaient qu'il a une longueur de 30,3 mètres, une largeur de 6,9 mètres et un tirant d'eau de 3,6 mètres pour un tonnage de 198,42 tonneaux,. L'Amazon appartient initialement à un consortium local de neuf personnes présidé par Lewis. Parmi les associés figure Robert McLellan, le premier capitaine du navire.
Pour son premier voyage en juin 1861, l'Amazon se rend à Five Islands dans le bassin des Mines pour embarquer une cargaison de bois à destination de Londres. Après avoir supervisé le chargement, le capitaine McLellan tombe malade et, sa condition empirant, le navire retourne à Spencer's Island où McLellan meurt le 19 juin,. John Nutting Parker le remplace pour la traversée de l'Atlantique mais le voyage est mouvementé : l'Amazon percute des équipements de pêche au large d'Eastport dans le Maine et, après avoir quitté Londres, elle coule un brick lors d'une collision dans la Manche.

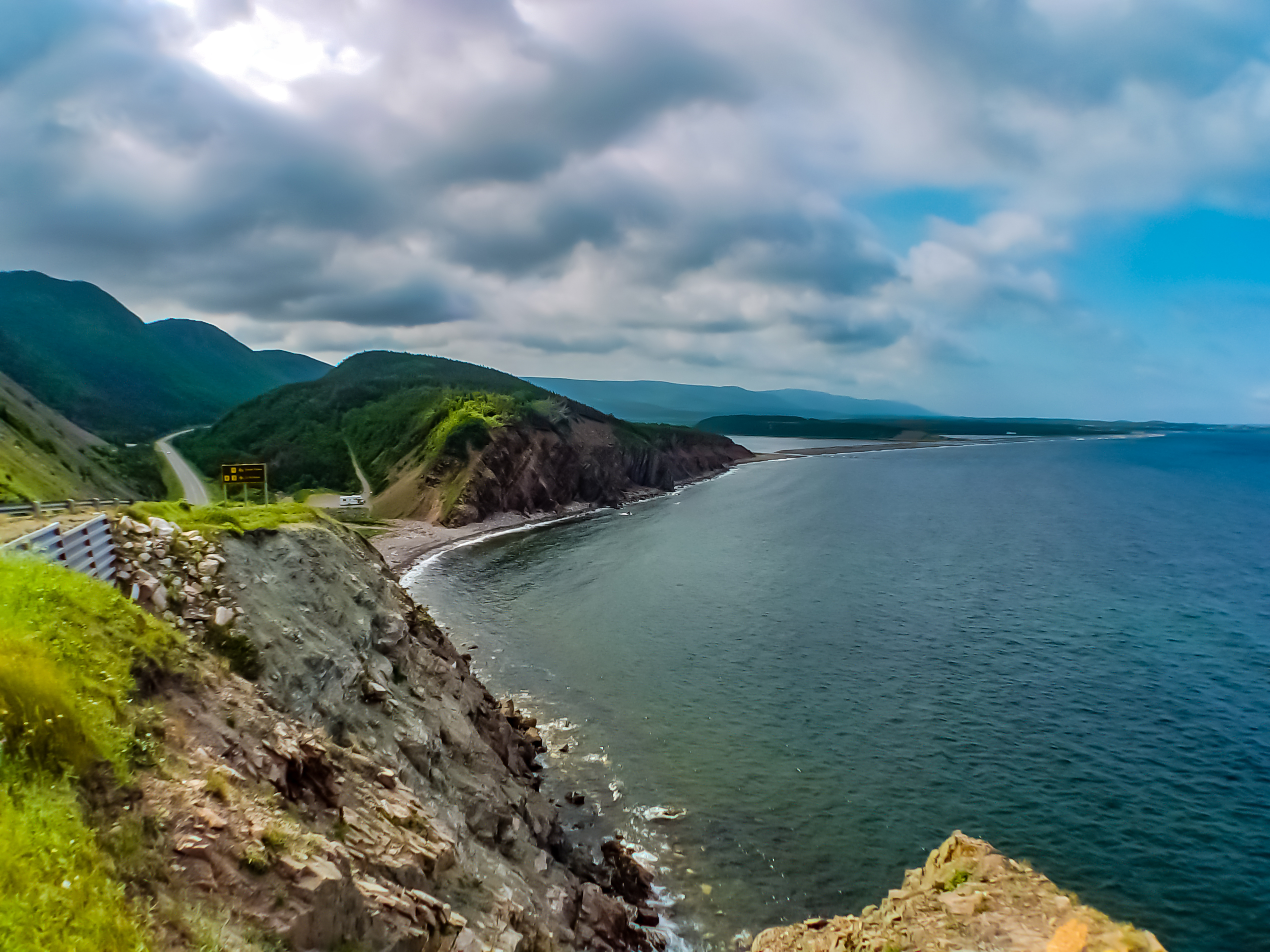
Cap-Breton en Nouvelle-Écosse.

Parker commande le navire durant deux années et navigue essentiellement dans les Antilles. L'Amazon traverse l'Atlantique en novembre 1861 et se rend en France. À Marseille, elle est peinte par un artiste inconnu ayant peut-être été Honoré de Pellegrin,. Parker quitte le navire en 1863 et William Thompson lui succède au commandement jusqu'en 1867. Le second de l'Amazon se rappelle que durant ces années, « nous sommes allés dans les Antilles, en Angleterre et en Méditerranée… Rien d'inhabituel ne s'est produit ». En octobre 1867, le navire est jeté à la côte de l'île du Cap-Breton lors d'une tempête. Les dégâts sont tels que ses propriétaires l'abandonnent et le vaisseau est acheté comme épave le 15 octobre par Alexander McBean de Glace Bay en Nouvelle-Écosse,.
Moins d'un mois plus tard, McBean vend l'épave à un homme d'affaires local qui la revend en novembre 1868 à Richard W. Haines, un marin de New York. Ce dernier l’achète pour 1 750 dollars puis dépensa 8 825 dollars (environ 133 000 dollars de 2014) pour réparer le navire dont il devint le capitaine. En décembre 1868, il l'enregistre comme un vaisseau américain au bureau des douanes du port de New York sous son nouveau nom de Mary Celeste,.
En octobre 1869, le navire est saisi par les créanciers de Haines et vendu à un consortium new-yorkais présidé par James H. Winchester. Au cours des trois années qui suivent, la composition du partenariat évolue à plusieurs reprises mais Winchester conserve une part majoritaire. Aucun document ne liste les activités de la Mary Celeste durant cette période. Au début de l'année 1872, le navire subit d'importantes modifications d'une valeur de 10 000 dollars (environ 180 000 dollars de 2014). Sa longueur passe à 31 mètres, sa largeur à 7,8 mètres et son tirant d'eau à 4,9 mètres,. Par ailleurs, un second pont est ajouté. Le compte-rendu d'un inspecteur indique l'agrandissement de la dunette, un nouveau tableau arrière et le remplacement de nombreuses charpentes. Les travaux accroissent le tonnage du navire à 282,28 tonneaux. Le 29 octobre 1872, le partenariat est composé de Winchester, avec six douzièmes des parts, deux investisseurs, avec chacun un douzième, et le nouveau capitaine Benjamin Briggs ayant les quatre douzièmes restants.

## Vaisseau fantôme

### Équipage

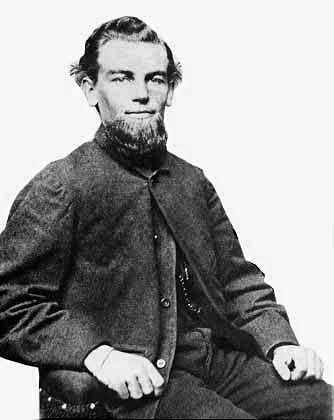
Le capitaine de la Mary Celeste, Benjamin Briggs.

Benjamin Briggs est né à Wareham dans le Massachusetts le 24 avril 1835. Il est l'un des cinq fils du capitaine Nathan Briggs et quatre deviennent marins dont deux comme capitaine. Benjamin est un chrétien pratiquant qui lit régulièrement la Bible et témoigne fréquemment lors des prières. En 1862, l'année de son mariage avec sa cousine Sarah Elizabeth Cobb, il commande le schooner Forest King, sur lequel le couple part en lune de miel en mer Méditerranée. Ils ont un fils, Arthur, en septembre 1865 et une fille, Sophia Matilda, en octobre 1870.
Au moment de la naissance de son second enfant, Briggs est devenu un membre respecté de sa profession. Peu après, il décide de prendre sa retraite et de se lancer dans les affaires avec son frère Oliver, également fatigué de sa vie de marin. Ils renoncent à ce projet et ils achètent chacun des parts dans deux navires : Oliver dans la Julia A. Hallock et Benjamin dans la Mary Celeste,. En octobre 1872, Benjamin prend le commandement de la Mary Celeste pour ce qui doit être son premier voyage après sa refonte à destination de Gênes en Italie. Il est accompagné par son épouse et sa fille tandis que son fils est confié à sa grand-mère.
Briggs choisit son équipage avec soin. Le second capitaine, Albert G. Richardson, a épousé une de ses nièces et a déjà navigué avec lui. Son adjoint, Andrew Gilling, âgé d'environ 25 ans, est un Américain d'origine danoise. Le steward Edward William Head vient tout juste de se marier et est recruté avec une lettre de recommandation de James Winchester. Les quatre derniers marins sont des Allemands originaires des îles de la Frise : les frères Volkert et Boz Lorenzen, Arian Martens et Gottlieb Goodschaad. Un témoignage ultérieur les décrit comme « pacifiques et des marins de première classe ». Dans une lettre destinée à sa mère, postée peu avant la traversée, Briggs se déclare pleinement satisfait du navire et de l'équipage. De son côté, Sarah Briggs informe sa mère que l'équipage lui semble capable.

### Départ de New York

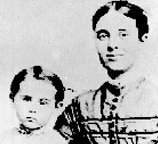
Sarah Elizabeth Cobb, épouse du capitaine Briggs, et leur fille Sophia Matilda.

Le 20 octobre 1872, Briggs arrive au quai 50 sur l'East River à New York pour superviser le chargement de la cargaison à destination de Gênes : 1 701 tonneaux d'alcool dénaturé (sorte d'éthanol),. Une semaine plus tard, il est rejoint par son épouse et leur fille. Le dimanche 3 novembre, Briggs écrit à sa mère pour lui indiquer qu'il a l'intention de prendre la mer le mardi en ajoutant : « Notre vaisseau est en parfaite condition et j’espère que nous aurons une belle traversée ».
Le mardi matin, le 5 novembre, la Mary Celeste quitte le quai pour s'avancer dans le port de New York. Les conditions météorologiques sont cependant médiocres et Briggs décide d'attendre. Il jette l'ancre devant Staten Island et Sarah en profite pour rédiger une dernière lettre à sa belle-mère. Le temps s'améliore le 7 novembre et la Mary Celeste quitte le port pour la haute mer.
Alors que la Mary Celeste s’apprête à prendre la mer, un autre brick-goëlette, le Dei Gratia immatriculé au Royaume-Uni se trouve non loin de là à Hoboken, où il attend son chargement avec du pétrole à destination de Gibraltar. Son capitaine, David Morehouse, et son second, Oliver Deveau, sont également originaires de Nouvelle-Écosse. Étant donné leur parcours similaire, il est probable que Morehouse et Briggs se connaissent. Certaines sources avancent qu'ils sont de bons amis et qu'ils dînent ensemble la soirée avant le départ de la Mary Celeste . Mais les preuves de cette rencontre se limitent à un entretien avec la veuve de Morehouse cinquante ans après les faits,,. Le Dei Gratia prend la mer pour Gibraltar le 15 novembre, huit jours après la Mary Celeste, en empruntant la même route maritime.

### Découverte

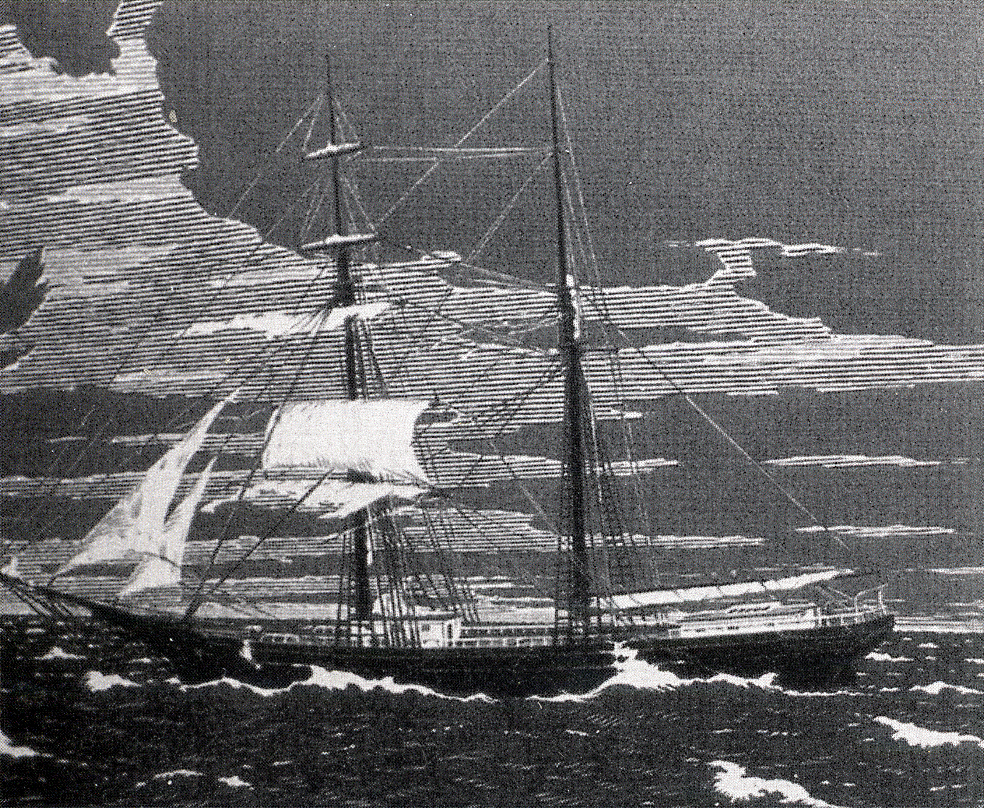
Gravure de la Mary Celeste, telle qu'elle aurait été retrouvée, 1870-1890.

Vers 13 h le mercredi 4 décembre 1872, le Dei Gratia se trouve à mi-chemin entre les Açores et la côte portugaise. Alors que le capitaine Morehouse montait sur le pont, le timonier repère un navire à environ dix kilomètres et approchant en zigzaguant. Les mouvements erratiques du navire et la disposition inhabituelle de ses voiles poussent Morehouse à penser que quelque chose ne va pas. Alors que les navires se rapprochent, personne n'est visible sur le pont ni ne répond aux signaux envoyés. Morehouse demande alors à Deveau et à son adjoint John Wright de se rendre à bord du navire inconnu. Après avoir identifié le navire comme étant la Mary Celeste grâce au nom peint sur la poupe, les deux hommes montent à bord et concluent que le navire est abandonné. 

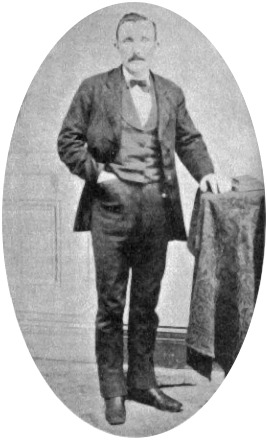
Albert G. Richardson, second capitaine du navire.

Les voiles sont en mauvais état et certaines ont disparu tandis que le gréement est endommagé avec des cordages pendant des deux côtés du navire. L'écoutille principale est verrouillée mais les deux autres sont ouvertes. La seule embarcation de sauvetage — qui a visiblement été tirée sur l'écoutille principale — a disparu tandis que l'habitacle abritant le compas a été déplacé et sa protection en verre brisée. La cale du navire est inondée sur une hauteur de 1,1 mètre, quantité d'eau importante mais pas dramatique pour un navire de cette taille. Une canne de sondage improvisée probablement utilisée pour mesurer le niveau d'eau dans la cale est retrouvée abandonnée sur le pont.
La dernière entrée dans le livre de bord, découvert dans la cabine du second capitaine, est datée du 25 novembre à 8 h, soit neuf jours auparavant. Elle indique que la Mary Celeste se trouvait à environ 74 kilomètres (environ 40 milles) au sud-ouest de l'endroit où elle est découverte, non loin de l'île Santa Maria dans les Açores. 
Deveau note que l'intérieur des cabines a été sali par l'eau qui est rentrée par les trappes mais qu'elles sont en relativement bon ordre. Dans la cabine de Briggs, il découvre un piano en palissandre placé contre la paroi et retrouve des objets personnels, dont un sabre dans son fourreau, mais la plupart des documents du navire et les instruments de navigation du capitaine ont disparu. Les ustensiles de cuisine sont bien rangés et si aucun repas n'est servi ou en cours de préparation, les provisions sont abondantes. Il n'y a aucun signe apparent d'incendie ou de violence et tout indique que l'équipage a abandonné précipitamment le navire via la chaloupe manquante.
Deveau rapporte ces découvertes au capitaine Morehouse qui décide de ramener le vaisseau abandonné à Gibraltar, à environ 1 100 kilomètres. Selon le droit maritime, un sauveteur peut espérer une part substantielle de la valeur combinée du navire et de la cargaison, selon les risques encourus pour le sauvetage. Les huit marins du Dei Gratia sont répartis entre les deux vaisseaux : Deveau et deux marins expérimentés montent à bord de la Mary Celeste tandis que Morehouse et les quatre autres restent dans le Dei Gratia. Le temps est clément jusqu'à Gibraltar mais le manque de marins rend la navigation difficile. Le Dei Gratia atteint Gibraltar le 12 décembre 1872, tandis que la Mary Celeste, qui a rencontré un banc de brouillard, n'arrive que le lendemain. Le navire est immédiatement immobilisé par le tribunal maritime et Olivier Deveau écrit à sa femme que la corvée de ramener le vaisseau en valait la peine et qu'il « serait bien payé pour la Mary Celeste ».

## Audiences de Gibraltar

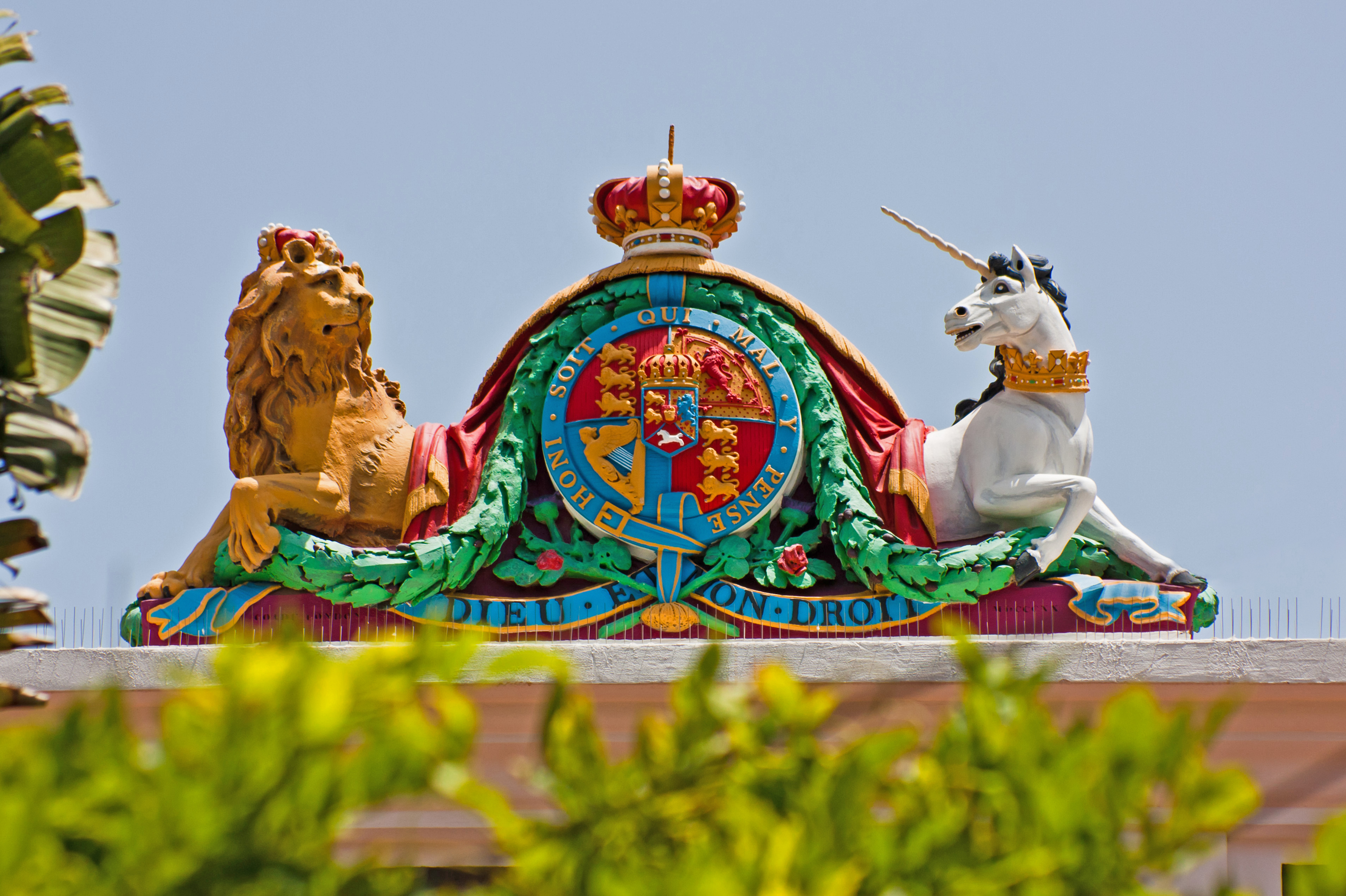
Armoiries royales au-dessus du palais de justice de Gibraltar.

L'audience du tribunal débute le 17 décembre 1872 sous la présidence du juge en chef de Gibraltar James Cochrane, en présence du procureur-général Frederick Solly Flood. Ce dernier est décrit, par des historiens s'étant intéressés à la Mary Celeste, comme un homme « dont l'arrogance et la pompe étaient inversement proportionnelles à son QI » et « le type d'homme qui, une fois qu'il avait pris une décision, ne pouvait être convaincu du contraire ». Les témoignages de Deveau et de Wright convainquent Flood qu'un crime a été commis, une opinion reprise par le Shipping and Commercial List de New York le 21 décembre : « La conclusion est qu'il y a eu un crime quelque part et que l'alcool en est la cause ».
Le 23 décembre, Flood ordonne un examen de la Mary Celeste qui est réalisé par John Austin avec l'aide d'un plongeur, Ricardo Portunato. Dans son rapport, Austin note la présence d'entailles sur les deux côtés de la proue causées, selon lui, par un objet tranchant ainsi que de possibles traces de sang sur le sabre du capitaine. Il ajouta que le navire ne semble pas avoir été victime d'une tempête en citant la présence d'une fiole d'huile pour machine à coudre découverte à sa place ; Austin ne s'interroge pas sur le fait que la fiole aurait pu être remise à son emplacement après la découverte du navire et le tribunal ne soulève pas ce point. Portunato indique que la coque ne présente pas de trace de collision ou d'échouement. Une seconde inspection réalisée par un groupe d'officiers de la Royal Navy confirme l'opinion d'Austin selon laquelle les entailles sur la proue ont été créées volontairement. Ils découvrent également des traces sur le bastingage ayant pu être du sang ainsi qu'une profonde entaille longue de deux mètres, peut-être causée par une hache. 
Ces nouveaux éléments renforcent les soupçons de Flood en faveur d'un acte criminel et le 22 janvier 1873, il transmet le rapport du tribunal au Board of Trade de Londres en ajoutant ses conclusions selon lesquelles l'équipage s'est saoulé avec l'alcool transporté — sans mentionner qu'il était totalement impropre à la consommation — et a assassiné les officiers et la famille de Briggs. Ils auraient ensuite entaillé la proue pour faire croire à une collision avant de quitter le navire à bord de la chaloupe. Flood considère que le capitaine Morehouse et ses hommes cachaient quelque chose en avançant spécifiquement que la Mary Celeste aurait en réalité été découverte plus à l'est et que le livre de bord avait été trafiqué ; il refuse en effet de croire que le navire ait pu naviguer aussi loin sans équipage — alors que l'histoire maritime pouvait démontrer le contraire,.
Le copropriétaire James Winchester arrive à Gibraltar le 15 janvier en provenance de New York pour récupérer son navire et sa cargaison, indiquant à l'enquête qu'il ignorait jusque là que Briggs voyageait avec femme et enfant. Flood demande une caution de 15 000 dollars (environ 270 000 dollars de 2014), somme que n'a pas Winchester,. Peu après, il apprend par des rumeurs que Flood pensait qu'il aurait délibérément engagé un équipage afin d'assassiner Briggs et ses officiers. Au cours d'une série d'échanges acerbes avec le procureur-général, Winchester témoigne de sa confiance envers Briggs, protestant rigoriste et homme intègre, et insiste sur le fait qu'il n'aurait pas abandonné son navire sauf en cas de force majeure. 
La théorie de la mutinerie proposée par Flood subit deux revers majeurs dans les jours qui suivent. Les analyses scientifiques des traces découvertes sur le sabre et à d'autres endroits du navire concluent qu'il ne s'agit pas de sang mais de rouille, conclusions que Flood ne divulgue pas,, tandis que le capitaine Shufeldt de la Marine américaine, sollicité par le consul américain Howard Sprague, indique que les entailles sur la proue ont été causées par l'action de la mer sur le bois du navire.
Sans éléments pour corroborer ses soupçons, Flood libère à contrecœur la Mary Celeste le 25 février. Deux semaines plus tard, elle prend la mer avec un équipage recruté localement sous le commandement du capitaine George Blatchford du Massachusetts. 
La question de la récompense est décidée le 8 avril quand Cochrane annonce que les sauveteurs recevront 1 700 livres (environ 154 000 livres de 2011) soit un cinquième de la valeur totale du navire et de sa cargaison. Cela est très inférieur à ce qui était attendu car un expert estime que la récompense aurait dû être deux ou trois fois plus importante étant donné les risques encourus pour ramener le navire au port ; le journaliste Macdonald Hastings indique par la suite que le juge « aurait difficilement pu rendre un jugement plus dur ». 
La conclusion de James Cochrane est particulièrement virulente envers David Morehouse pour sa décision, prise pendant l'audience, d'envoyer le Dei Gratia commandé par Olivier Deveau pour livrer sa cargaison de pétrole et d'huile de baleine ; Morehouse reste néanmoins à la disposition du tribunal. Le ton de Cochrane sous-entend qu'un crime a été commis et, selon l'historien Brian Hicks, cela garantit que Morehouse et son équipage « resteraient pour toujours suspects devant le tribunal de l'opinion publique ».

## Explications proposées

### Acte criminel
Malgré le manque de preuves en faveur d'un acte criminel — le meurtre de Briggs et de ses officiers par un équipage ivre ou par les marins du Dei Gratia — cette théorie continue à être proposée. Il est brièvement proposé que le copropriétaire James Winchester a planifié une fraude à l'assurance car les journaux rapportent que la Mary Celeste était assuré bien au-delà de sa valeur réelle. Le principal intéressé rejette ces accusations et les compagnies d'assurances ne lancent aucune enquête sur le sujet.
En 1931, un article de la Quarterly Review suggére que David Morehouse aurait attendu la Mary Celeste avant d'attirer son équipage à bord du Dei Gratia où ils auraient été tués. Dans son analyse, Paul Begg note que cette théorie ignore le fait que le Dei Gratia était bien plus lent que la Mary Celeste et n'aurait pas pu combler les huit jours d'avance de cette dernière,. 
Il a également été avancé que les capitaines Briggs et Morehouse auraient organisé l'affaire pour pouvoir se partager la récompense offerte aux sauveteurs. Pourtant, Benjamin Briggs étant en partie propriétaire du navire et de sa cargaison, il aurait essuyé une grosse perte à les abandonner au profit d'une prime de sauvetage à partager avec un ami. L'amitié, pourtant mal documentée, entre les deux capitaines est citée en faveur de cette idée. Brian Hicks note néanmoins que « si Morehouse et Briggs avaient prévu une telle escroquerie, ils n'auraient pas planifié un mystère aussi voyant » et se demande pourquoi Briggs aurait laissé son fils derrière lui s'il voulait disparaitre définitivement.
Certains commentateurs suggèrent une attaque de pirates rifains, actifs le long de la côte marocaine dans les années 1870. Dans son analyse de 1942, Charles Edey Fay note cependant que des pirates auraient pillé le navire. Or, les objets personnels de l'équipage, dont certains avaient de la valeur, sont retrouvés sur la Mary Celeste. En 1925, l'historien John Gilbert Lockhart propose que Briggs, pris d'une fureur religieuse, ait massacré tous les occupants du navire avant de se suicider. Dans une édition ultérieure de son ouvrage, Lockhart, qui a discuté avec des descendants de Briggs, s'excuse et retire sa théorie,.

### Phénomène naturel

Une trombe pourrait expliquer le mystère de la Mary Celeste.

Pour Paul Begg, le véritable mystère n'est pas de savoir si Briggs et l'équipage ont abandonné un navire rempli de provisions et apparemment en bon état mais « pourquoi ». Les observateurs s'accordent pour considérer qu'une telle décision n'a pu être causée que par des circonstances extraordinaires,. Dans son témoignage, le second Deveau propose une explication basée sur la présence de la canne de sondage sur le pont en suggérant que Briggs aurait abandonné le navire car une défaillance des pompes lui aurait donné l'impression que le navire embarquait rapidement de l'eau. De même, une violente trombe pourrait expliquer la présence d'eau dans les cabines ainsi que l'état déplorable de ses voiles et de son gréement.
D'autres explications sont proposées comme la présence d'un iceberg, la crainte de s'échouer ou un « tremblement de mer ». Selon les données hydrographiques, il est peu probable qu'un iceberg ait pu dériver si loin au sud et n'ait pas été repéré par d'autres navires. Dans son ouvrage, Begg étudie la théorie selon laquelle la Mary Celeste, encalminée, aurait commencé à dériver vers le Dollabarat, un récif au large de l'île Santa Maria. Craignant que le navire ne se fracasse sur les rochers, l'équipage serait monté à bord de la chaloupe pour essayer de rejoindre la terre ferme. Le vent se serait alors levé en éloignant la Mary Celeste du récif tandis que le canot se serait perdu en mer. La faiblesse de cette théorie est que si le navire était effectivement encalminé, toutes les voiles auraient été déployées pour capter la moindre brise, or beaucoup des voiles de la Mary Celeste étaient encore roulées.
Selon une autre théorie, un tremblement de terre au niveau du plancher océanique, un « tremblement de mer », aurait pu endommager une partie de la cargaison qui aurait alors libéré des vapeurs inflammables. La crainte d'une explosion ou d'un incendie pourrait expliquer l'abandon du navire et les écoutilles ouvertes pour ventiler la cale. L'édition du 24 janvier 1886 du New York World rapporta ainsi l'explosion d'un navire transportant une cargaison d'alcool tandis que le numéro du 9 février 1913 du même journal avance que les tonneaux de mauvaise qualité transportés par la Mary Celeste auraient laissé s’échapper des émanations inflammables. Oliver Cobb, un cousin du capitaine Briggs, avance ainsi qu'un tel scénario — des grondements dans la cale, l'odeur des gaz et une éventuelle explosion — aurait suffisamment effrayé Briggs pour qu'il abandonne le navire. L'absence de dégâts causés par une explosion affaiblit cette théorie, , mais une expérience réalisée en 2006 par Andrea Sella de l'University College de Londres pour la chaîne de télévision Channel 5 a montré que cela n'était pas nécessairement le cas. À l'aide de butane, il provoque une explosion dans une réplique de la Mary Celeste qui crée une importante boule de feu. Contrairement aux attentes, celle-ci n'engendre aucun dégât : « Ce que nous avons créé est une explosion de type onde de choc. Il y a eu une spectaculaire gerbe de flammes mais, derrière elle, l'air était relativement frais. Aucune suie ne fut produite et il n'y eut ni brûlure ou rousseur ».
Le cousin Cobb avance que le transfert à bord de la chaloupe était peut-être temporaire et propose que les cordages pendant des côtés du navire ont servi à attacher le canot à la Mary Celeste. Selon cette théorie, les cordages se seraient rompus et la Mary Celeste vide se serait éloignée laissant l'équipage dériver vers un destin inconnu à bord de la chaloupe. Paul Begg juge cependant illogique de s'attacher à un navire que les marins pensaient sur le point d’exploser ou de couler. Le journaliste Hastings se demande si Briggs, un capitaine expérimenté, aurait ordonné un abandon en catastrophe du vaisseau alors que même si une partie de la charpente de la Mary Celeste avait été détruite par une explosion, elle aurait offert de plus grandes chances de survie que la chaloupe. Si cela s'était passé comme cela, Briggs « se serait comporté comme un idiot ; pire, un idiot apeuré ».

Articles du New York Times
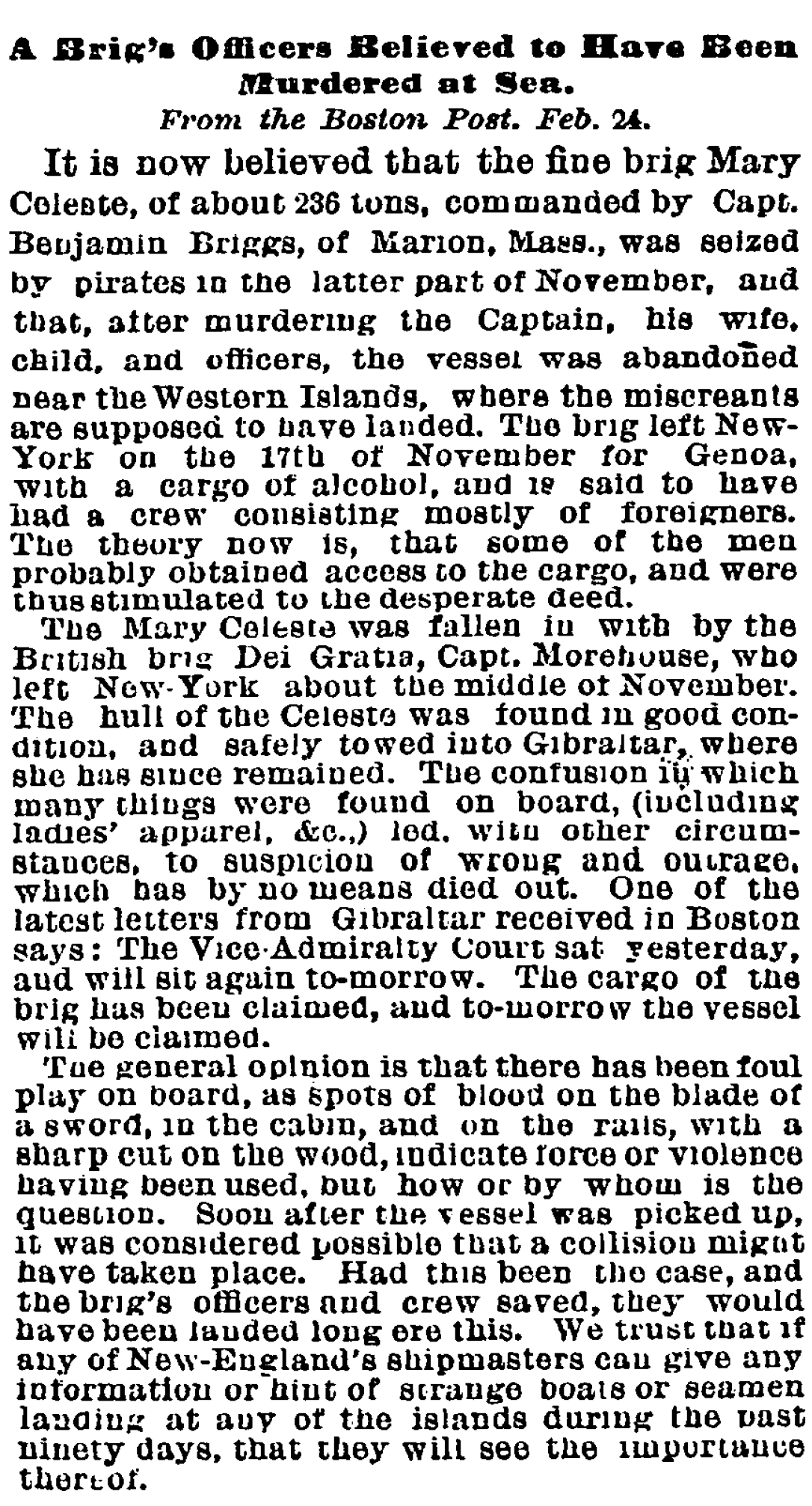
26 février 1873.
- 16 mars 1873.
- 25 mars 1873.

## Mythes et inventions

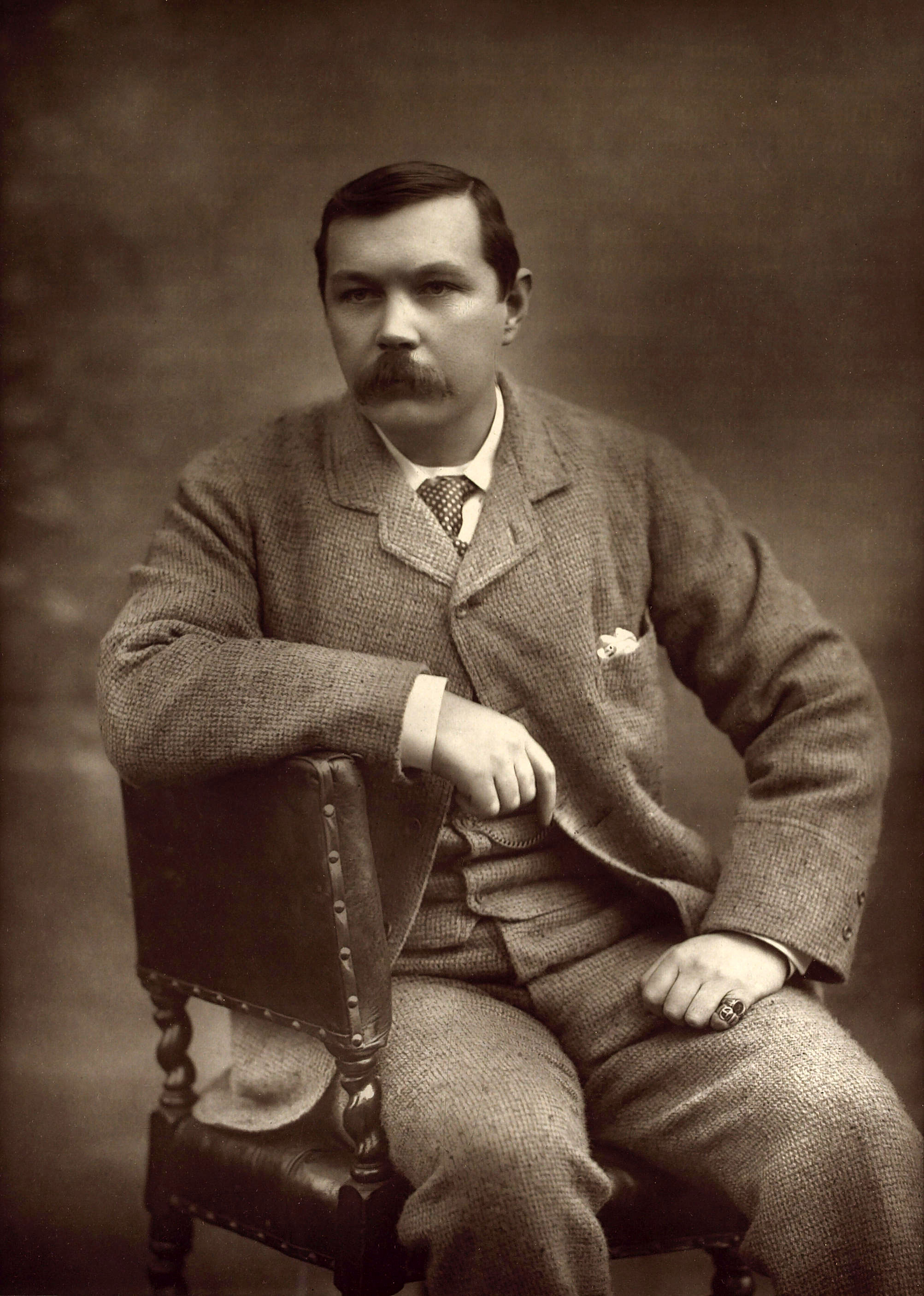
Le jeune Arthur Conan Doyle dont l'histoire de 1894 propagea nombre de mythes sur la Mary Celeste.

Dans les décennies qui suivent l'affaire, la réalité et la fiction s’entremêlent. Dès juin 1883, le Los Angeles Times relate l'histoire de la Mary Celeste avec des détails inventés : « Toutes les voiles étaient en place, la barre était solidement arrimée, pas une corde qui ne soit à sa place… le feu brûlait dans la cambuse. Le dîner attendait intact et à peine froid… le livre de bord avait été complété une heure avant sa découverte ». Vingt ans plus tard, l'édition de novembre 1906 de l'Overland Monthly and Out West Magazine indique que la Mary Celeste avait été retrouvée dérivant près des îles du Cap-Vert, 2 600 kilomètres plus au sud que dans la réalité. L'article contient également d'autres erreurs : le second était « un homme dénommé Briggs » et le navire transportait des poulets vivants.
Le récit le plus influent, qui selon de nombreux observateurs garantit que l'histoire de la Mary Celeste ne serait jamais oubliée,, est publié de manière anonyme en janvier 1884 dans le Cornhill Magazine. Il s'agit de l'une des premières œuvres du romancier Arthur Conan Doyle, alors un médecin de marine de 25 ans. L'histoire, intitulée J. Habakuk Jephson's Statement prend de grandes libertés avec la réalité : Doyle renomme le navire en Marie Celeste, le capitaine s’appelle J. W. Tibbs, la traversée a lieu en 1873 entre Boston et Lisbonne et le vaisseau transporte des passagers dont l'éponyme Jephson. Dans la nouvelle, Septimus Goring, un fanatique animé d'une haine des Blancs, pousse les membres de l'équipage à assassiner Tibbs et à rejoindre les côtes de l'Afrique de l'Ouest. Seul Jephson est épargné car il possède un charme magique vénéré par Goring et ses complices. Doyle ne s'attend pas à ce que son récit soit pris au sérieux mais Howard Sprague, toujours consul américain à Gibraltar, est tellement intrigué qu'il mène une enquête pour déterminer si le récit peut être véridique.
En 1913, le Strand Magazine publie le récit d'un prétendu survivant dénommé Abel Fosdyck présenté comme le steward de la Mary Celeste. Dans cette version, toutes les personnes présentes — Fosdyck excepté — meurent noyées ou dévorées par les requins quand une plate-forme temporaire sur laquelle elles s'étaient rassemblées pour assister à un concours de natation s'effondre dans la mer. À la différence de l'histoire de Doyle, ce récit est proposé par le magazine comme une solution sérieuse au mystère mais il contient de nombreuses erreurs de base : « Griggs » au lieu de Briggs, « Boyce » au lieu de Morehouse, la fille de Briggs a sept ans au lieu de deux et l'équipage compte treize membres tandis que le texte démontre une méconnaissance de la terminologie navale. 
Au début des années 1920, l'auteur irlandais Laurence J. Keating publie le récit d'un survivant appelé John Pemberton qui aurait été le cuisinier de la Mary Celeste et dont Morehouse aurait acheté le silence. L'histoire contient diverses erreurs de base telles le nom de « Marie Celeste » mais elle semble tellement convaincante que le New York Herald Tribune la publie comme un récit véridique dans son édition du 26 juillet 1926. Le journaliste Hastings décrit le canular de Keating comme « une tromperie adroite par un homme non dénué d'imagination » bien que Keating n'ait jamais reconnu avoir commis un faux.

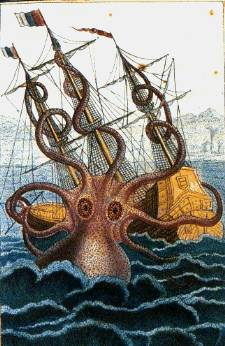
Calmar géant attaquant un navire, selon P. Dénys de Montfort, 1801.

En 1924, le Daily Express publie l'histoire d'un capitaine à la retraite dont l'informateur est prétendument l'ancien bosco de la Mary Celeste alors qu'aucun marin n'avait cette fonction à bord du navire. Dans ce récit, Briggs et son équipage découvrent un vapeur à la dérive qui se révèle abandonné. Ayant découvert 3 500 livres (environ 300 000 livres de 2011) dans le coffre du navire, ils auraient décidé de se partager le magot, d'abandonner la Mary Celeste et de rejoindre l'Espagne à bord des chaloupes du vapeur pour commencer une nouvelle vie. Hastings juge à nouveau incroyable qu'une histoire aussi invraisemblable ait pu, pour un temps, convaincre les lecteurs.
Le numéro du 17 septembre 1904 du Chambers's Journal suggère que tous les marins de la Mary Celeste auraient pu être saisis un par un par une pieuvre ou un calmar géant. Selon le musée d'histoire naturelle de Londres, le calmar géant ou Architeuthis dux peut atteindre une longueur de quinze mètres et des attaques de navire sont connues. Paul Begg remarque cependant que si une telle créature avait en théorie pu s'emparer d'un marin, il semble peu probable qu'elle les ait tous saisis et qu'elle ait également emporté les instruments de navigation du capitaine.
Il est également fait appel à des interventions paranormales pour expliquer le mystère de la Mary Celeste. Une édition non datée du British Journal of Astrology décrit l'histoire du navire comme une expérience mystique reliée par des pouvoirs dépassant la compréhension humaine à la grande pyramide de Gizeh, à l'Atlantide et au mouvement anglo-israélite. Certains évoquent le triangle des Bermudes même si la Mary Celeste se trouvait dans une zone complètement différente de l'océan Atlantique tandis que d'autres proposent que l'équipage aurait été capturé par des extraterrestres.

## Fin de carrière

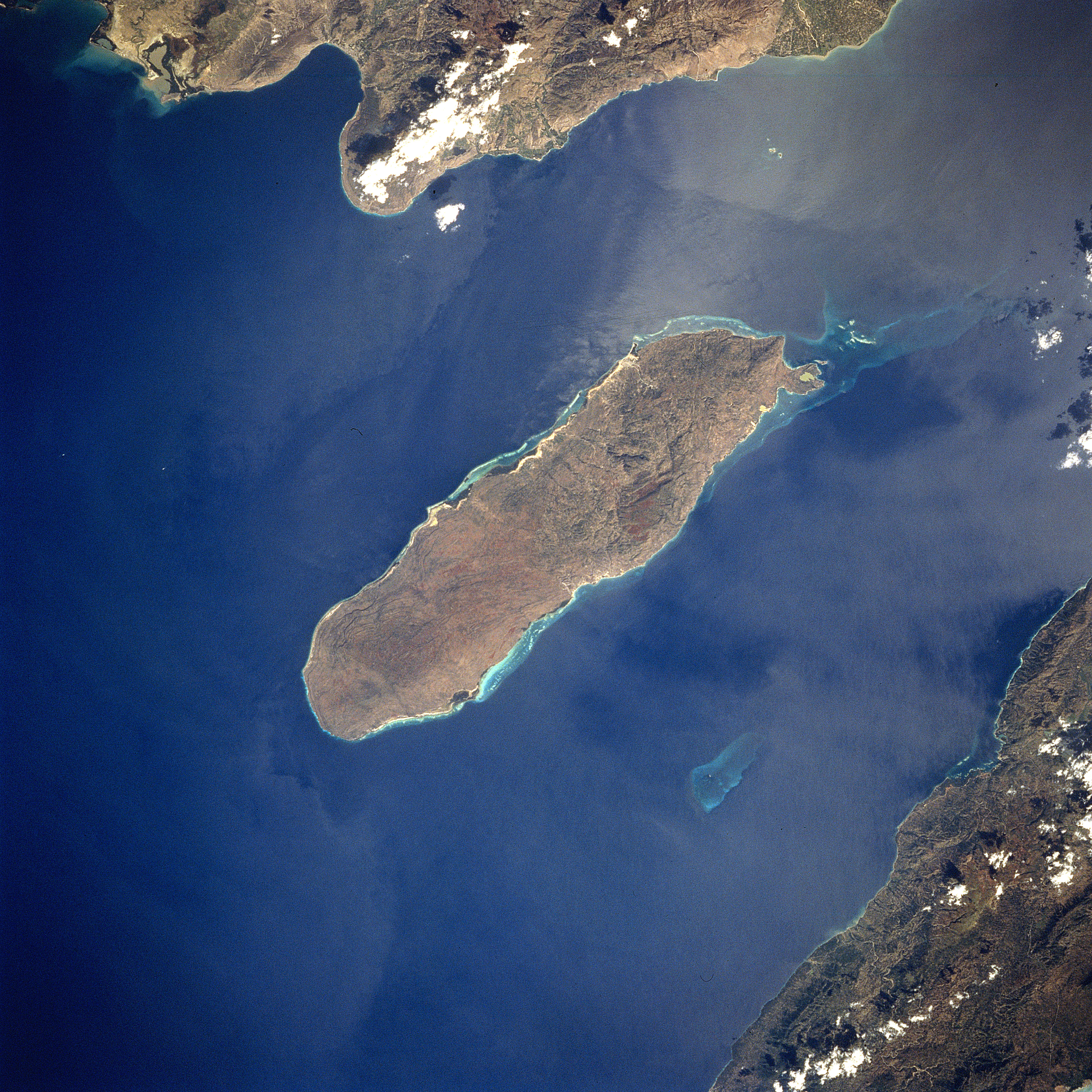
Photographie satellite de l'île de la Gonâve dans le golfe du même nom. Le banc Rochelois est visible dans le canal au sud.

Après avoir livré sa cargaison, la Mary Celeste quitte Gènes, le 26 juin 1873 et arrive à New York, le 19 septembre. L'audience de Gibraltar et les articles de journaux parlant de bain de sang et de meurtre en font un navire peu apprécié. Hastings note qu'elle « pourrit sur les quais où personne ne voulait d'elle, ». En février 1874, le consortium revend le navire à perte à un groupe d'hommes d'affaires new-yorkais. La Mary Celeste voyage alors essentiellement dans l'océan Indien où ses traversées se font régulièrement à perte. Elle continue néanmoins à apparaître dans la rubrique faits divers des journaux : en février 1879, elle fait escale sur l'île de Sainte-Hélène car son capitaine Edgar Tuthill est malade. Son décès à Sainte-Hélène renforce l'idée d'un navire maudit car il est le troisième capitaine à mourir prématurément. En février 1880, la Mary Celeste est vendue à un groupe de Bostoniens menés par Wesley Gove. Dans les années qui suivent, le navire change à plusieurs reprises de port d'attache avant de revenir à Boston. Aucun document ne liste les activités du vaisseau durant cette période mais l'historien Brian Hicks indique que Gove investit beaucoup de temps et d'argent pour en faire une réussite,.
En novembre 1884, le capitaine Gilman C. Parker organise une escroquerie avec un groupe d’armateurs de Boston qui chargent la Mary Celeste d'une cargaison sans valeur, mais indiquent sur le manifeste d'expédition qu'il s'agit de biens précieux et l’assurent pour 30 000 livres (environ 680 000 dollars de 2014). Le 16 décembre, Parker prend la mer pour Port-au-Prince, la capitale et principal port d'Haïti. Le 5 janvier 1885, la Mary Celeste approche de la ville via le canal entre l'île principale et l'île de la Gonâve où se trouve un récif corallien bien connu, le banc Rochelois. Parker échoue volontairement le navire sur le récif, ce qui endommage irrémédiablement la coque. Ayant rejoint la terre ferme avec une chaloupe, Parker et son équipage vendent une partie de la cargaison au consul américain avant de demander un dédommagement pour la marchandise assurée,. Quand le consul s'aperçoit que ce qu'il a acheté n'a aucune valeur, la compagnie d'assurance lance une enquête approfondie qui révèle la tentative d'escroquerie. Parker et les armateurs sont jugés en juillet 1885 à Boston pour fraude à l'assurance en bande organisée. Parker est également accusé d'avoir « volontairement naufragé le navire », crime appelé baraterie (en), à l'époque passible de la peine de mort. Le procès pour fraude est le premier, mais le 15 août, le jury annonce qu'il n'est pas parvenu à un verdict ; certains jurés ne voulaient en effet pas affaiblir la défense de Parker dans le procès à venir où il risquait la mort en le reconnaissant coupable. Plutôt que d'organiser un coûteux second procès, le juge négocie un accord par lequel les accusés abandonnent leurs demandes de dédommagement et remboursent les sommes perçues. Le procès pour baraterie contre Parker est différé et il est libéré. Sa réputation est cependant ruinée et il meurt dans la misère trois mois plus tard. L'un de ses coaccusés sombre dans la folie et un autre se suicide. L'auteur Begg note que « si le tribunal des hommes ne pouvait punir ces hommes… la malédiction qui envoûtait le navire depuis que son premier capitaine, Robert McLellan, était mort durant son premier voyage pouvait, par-delà la tombe aquatique du vaisseau, exercer sa terrible vengeance ».

## Postérité

### Recherches archéologiques
En août 2001, une expédition menée par l'archéologue marin et romancier Clive Cussler annonce avoir découvert les restes d'un navire enseveli dans le banc Rochelois. Seuls quelques morceaux de bois et de métal peuvent être récupérés, le reste étant prisonnier dans le corail. Les premiers tests réalisés sur des échantillons de bois montrent qu'il correspondait à celui qui était couramment utilisé dans les chantiers navals de New York dans les années 1870 quand la Mary Celeste subit une reconstruction. Des analyses dendrochronologiques réalisées par la Commission géologique du Canada montrent cependant que le bois venait d’arbres, vraisemblablement de l'État américain de Géorgie, qui poussaient encore en 1894, une décennie après l'échouage de la Mary Celeste.
La Mary Celeste n'est pas le premier exemple d'un navire découvert mystérieusement abandonné en haute mer. L'officier et historien Rupert Gould liste plusieurs exemples de ce type entre 1840 et 1855 ainsi que d'autres auteurs,,. Quel que soit le fond de vérité de ces récits, c'est celui de la Mary Celeste qui reste le plus connu au point que son nom est devenu synonyme de disparition inexpliquée.

### Dans la fiction
L'histoire de la Mary Celeste a inspiré de nombreuses œuvres de fiction tels des romans, des drames radiophoniques et des films comme celui de l'ORTF en 1956 ou The Mystery of the Mary Celeste de 1937. 
À Spencer's Island, un monument a été construit sur le lieu de construction du navire et la Mary Celeste a été reproduite sur des timbres de Gibraltar et des Maldives. 
Yves Dartois a écrit un roman en 1927, adapté pour la jeunesse en 1956, Le Vaisseau du silence, qui s'inspire directement du thème du vaisseau fantôme et qui cite la Mary Celeste. 
Le Syndrome de la Marie-Céleste est une nouvelle de science-fiction de Frank Herbert parue en 1964 qui fait référence au navire disparu.
Le 5 juin 1965, un épisode de Doctor Who, intitulé Flight Through Eternity, une partie de l'histoire The Chase, donne une explication fictionnelle du mystère.
En 2023, Stéphane Michaka publie, pour la jeunesse, un récit romancé de l'évènement, sous le titre De larmes et d'écume.